# Sterling Knight
Sterling Sandmann Knight, ameriški filmski ter televizijski igralec in pevec, *5. marec 1989, Houston, Teksas, Združene države Amerike.
Najbolj znan je po svojih vlogah v televizijski seriji Sonny With A Chance, kjer igra Chada Dylana Cooperja, ter v filmu Še enkrat 17, kjer igra Alexa O'Donnella, sina Mika O'Donnella. Upodobil je tudi Tyja Parkerja v filmu Elle: A Modern Cinderella Tale.

## Zgodnje in zasebno življenje
Sterling Sandmann Knight se je rodil v Houstonu, Teksas, Združene države Amerike, kot najstarejši otrok v družini. Ima tudi mlajšega brata Spencerja Shugo in Samantho Scarlett.
Sterling Knight je imel pri desetih letih več vlog v gledaliških igrah, kot so On Golden Pond, Lost in Yonkers, Bye Bye Birdie in Mad Adventures of Mr. Toad. V prostem času igra golf, borda na snegu in igra kitaro. Da bi pokazal svoje spretnosti igranja kitare je pokazal preko YouTubea s prijateljem Mattom Shivelyjem, njun band pa se je imenoval 'Connecting Channels' (ker eden izmed njiju igra v televizijskih serijah na Disneyju, drugi pa na Nickelodeonu). Sterling Knight je kristjan.
Trenutno živi v Studio Cityju, Los Angeles s svojim prijateljem Ryanom Pinkstonom.

## Kariera

### Igralska kariera
Sterling Knight je s svojo igralsko kariero začel leta 2005, ko je igral v televizijski seriji Calm, v kateri igra še danes.
V letu 2006 igra v televizijskih serijah Career Day ter Hi-Jinks, leta 2007 v televizijskih serijah Hannah Montana ter The Closer, leta 2008 pa v televizijskih serijah Talenti v belem ter Out of Jimmy's Head.
Leta 2009 se pojavi v filmih Še enkrat 17 ter Ball’s Out: The Gary Houseman Story in začne z igranjem v televizijski seriji Sonny With A Chance ob Demi Lovato, Tiffany Thornton, Brandonu Mychalu Smithu, Dougu Brochuju in Allisyn Ashley Arm. Dobil je vlogo Chada Dylana Cooperja.
Letos ga bomo lahko videli v filmih Elle: A Modern Cinderella Tale ter Starstruck.

### Pevska kariera
Sterling Knight v prostem času rad poje in igra kitaro. S sestro Scarlett je za YouTube posnel nekaj posnetkov. Sicer pa je igral tudi v videospotu Demi Lovato za pesem »La La Land«. Sam tudi piše pesmi.

## Filmografija
| Leto        | Naslov                              | Vloga               | Ostale opombe                                               |
| ----------- | ----------------------------------- | ------------------- | ----------------------------------------------------------- |
| 2005- danes | Calm                                | Skater              | manjša vloga                                                |
| 2006        | Career Day                          | Ben Taylor the ugly | manjša vloga                                                |
| 2006        | Hi-Jinks                            | Brendan             | Epizoda »Winner«                                            |
| 2007        | Hannah Montana                      | Lucas, Lilyjin fant | Epizoda »My Best Friend's Boyfriend«                        |
| 2007        | The Closer                          | Grady Reed          | Epizoda »Next to Kin: Part 1« Epizoda »Next to Kin: Part 2« |
| 2008        | Out of Jimmy's Head                 | Brad                | Epizoda »Bad Fad«                                           |
| 2008        | Talenti v belem                     | Kip                 | Epizoda »Freedom«                                           |
| 2009        | Sonny With a Chance                 | Chad Dylan Cooper   | TV serija, glavna vloga (2009-danes)                        |
| 2009        | Ball’s Out: The Gary Houseman Story | Samuel              | manjša vloga                                                |
| 2009        | Še enkrat 17                        | Alex O'Donnell      | Prva filmska vloga                                          |
| 2010        | Starstruck                          | Christopher Wilde   | glavna vloga                                                |
| 2010        | Elle: A Modern Cinderella Tale      | Ty Parker           | Glavna vloga                                                |
| 2010        | Mackenzie Falls                     | Mackenzie           | Miniserija na Disney Channelu                               |